# Kirchschlag (Niederösterreich)
Kirchschlag ist eine Marktgemeinde mit 621 Einwohnern (Stand 1. Jänner 2025) im Bezirk Zwettl in Niederösterreich.

## Geografie
Kirchschlag liegt im südlichen Waldviertel in Niederösterreich, etwa vier Kilometer südlich von Ottenschlag. Die Fläche der Marktgemeinde umfasst 29,29 Quadratkilometer. 46,67 % der Fläche sind bewaldet.

### Gemeindegliederung
Das Gemeindegebiet umfasst folgende zehn Ortschaften (in Klammern Einwohnerzahl Stand 1. Jänner 2025):
- Bernhardshof (30)
- Eck (35)
- Gaßles (13)
- Kienings (21)
- Kirchschlag (239)
- Merkengerst (23)
- Pleßberg (41)
- Roggenreith (61)
- Scheib (118)
- Schneeberg (40)

Die Gemeinde besteht aus den Katastralgemeinden Bernhardshof, Eck, Gastles, Kienings, Kirchschlag, Merkengerst, Plessberg, Roggenreith, Scheib und Schneeberg.

### Nachbargemeinden
|             | Ottenschlag                                 |             |
| Martinsberg | Kompassrose, die auf Nachbargemeinden zeigt | Kottes-Purk |
|             | Pöggstall                                   | Raxendorf   |

## Geschichte
Die erste urkundliche Erwähnung stammt aus dem Jahr 1140 als Chuislach.
Im Eintrag der Josephinischen Fassion aus Jahre 1786/87 gab es im heutigen Ort 17 Häuser.
Im Jahr 1822 wurde der Ort als Dorf mit 27 Häusern genannt, der eine eigene Pfarrkirche und Schule besaß. Die Herrschaft Gutenbrunn besaß die Ortsobrigkeit, die Herrschaft Pöggstall übte das Landgerichtsbarkeit aus, die Herrschaft Gutenbrunn besorgte die Konskription, die Untertanen und Grundholde des Ortes gehörten der Herrschaft Gutenbrunn und der Herrschaft Prandhof.
Nach der Entstehung der Ortsgemeinden 1849 wurde der Ort eine eigenständige Ortsgemeinde, zu dieser zählten auch die Katastralgemeinden Bernhardshof, Eck, Gaßles, Kienings, Merkengerst, Pleßberg, Roggenreith, Scheib und Schneeberg.
Laut Adressbuch von Österreich waren im Jahr 1938 in der Ortsgemeinde Kirchschlag ein Bäcker, drei Gastwirte, zwei Gemischtwarenhändler, ein Landesproduktehändler, zwei Schmiede, ein Schuster, ein Tischler, zwei Viehhändler und einige Landwirte ansässig. Weiters betrieb die Sägegenossenschaft Kirchschlag ein Sägewerk.
Die Erhebung zur Marktgemeinde erfolgte am 30. Juli 1983.

### Einwohnerentwicklung
Nach dem Ergebnis der Volkszählung 2001 gab es 717 Einwohner. 1991 hatte die Marktgemeinde 738 Einwohner, 1981 795 und im Jahr 1971 883 Einwohner.
| Kirchschlag: Einwohnerzahlen von 1869 bis 2025      | Kirchschlag: Einwohnerzahlen von 1869 bis 2025 | Kirchschlag: Einwohnerzahlen von 1869 bis 2025 | Kirchschlag: Einwohnerzahlen von 1869 bis 2025 | Kirchschlag: Einwohnerzahlen von 1869 bis 2025 |
| --------------------------------------------------- | ---------------------------------------------- | ---------------------------------------------- | ---------------------------------------------- | ---------------------------------------------- |
| Jahr                                                |                                                |                                                |                                                | Einwohner                                      |
| 1869                                                | 1869                                           |                                                | 921                                            | 921                                            |
| 1880                                                | 1880                                           |                                                | 1.001                                          | 1.001                                          |
| 1890                                                | 1890                                           |                                                | 980                                            | 980                                            |
| 1900                                                | 1900                                           |                                                | 1.071                                          | 1.071                                          |
| 1910                                                | 1910                                           |                                                | 1.068                                          | 1.068                                          |
| 1923                                                | 1923                                           |                                                | 1.055                                          | 1.055                                          |
| 1934                                                | 1934                                           |                                                | 1.022                                          | 1.022                                          |
| 1939                                                | 1939                                           |                                                | 1.213                                          | 1.213                                          |
| 1951                                                | 1951                                           |                                                | 909                                            | 909                                            |
| 1961                                                | 1961                                           |                                                | 873                                            | 873                                            |
| 1971                                                | 1971                                           |                                                | 883                                            | 883                                            |
| 1981                                                | 1981                                           |                                                | 795                                            | 795                                            |
| 1991                                                | 1991                                           |                                                | 738                                            | 738                                            |
| 2001                                                | 2001                                           |                                                | 717                                            | 717                                            |
| 2011                                                | 2011                                           |                                                | 668                                            | 668                                            |
| 2021                                                | 2021                                           |                                                | 638                                            | 638                                            |
| 2025                                                | 2025                                           |                                                | 621                                            | 621                                            |
| Quelle(n): Statistik Austria, Gebietsstand 1.1.2021 |                                                |                                                |                                                |                                                |

## Kultur und Sehenswürdigkeiten

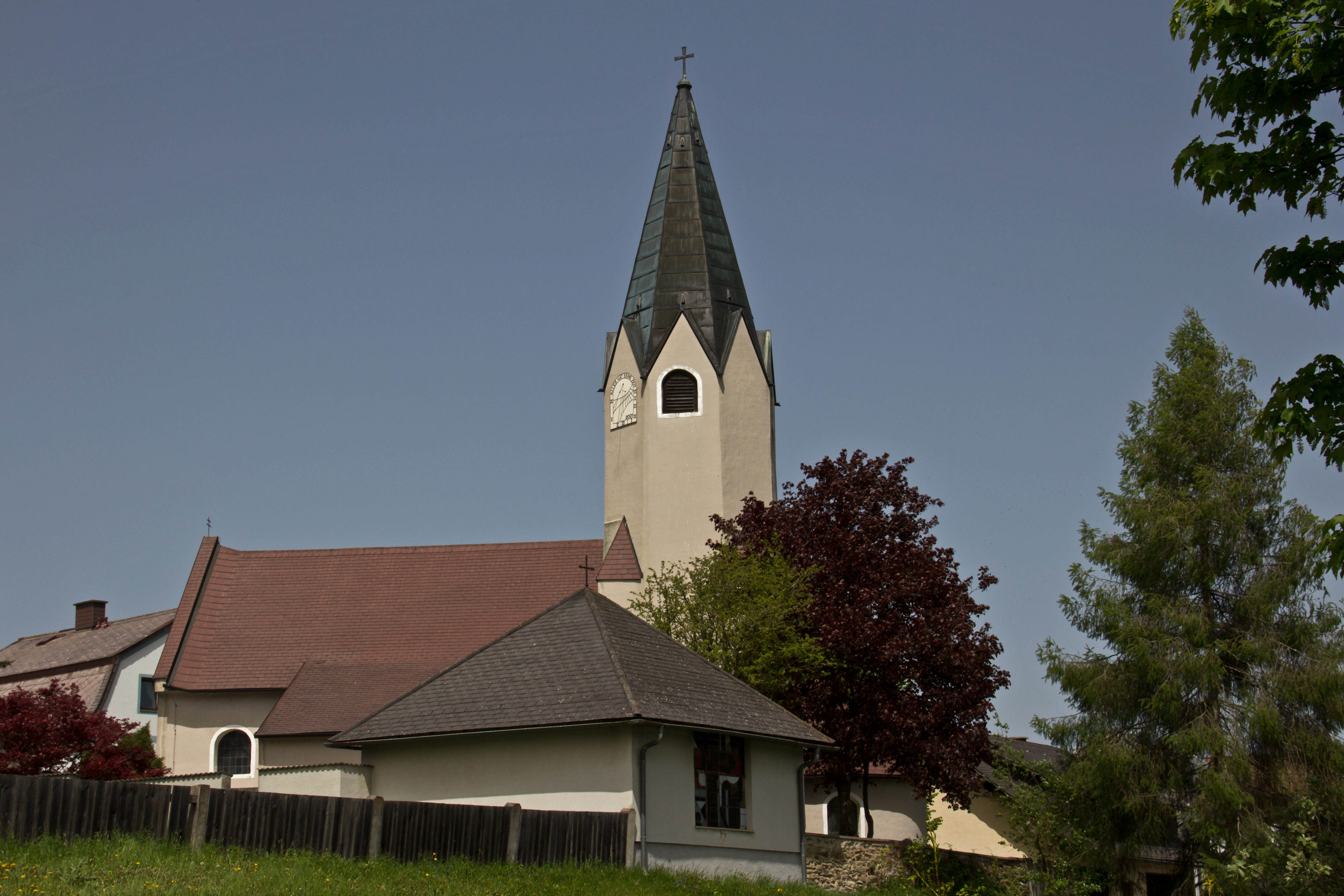
Pfarrkirche Kirchschlag

- Katholische Pfarrkirche Kirchschlag hl. Nikolaus

## Wirtschaft und Infrastruktur
Die Anzahl der landwirtschaftlichen Betriebe nahm von 101 im Jahr 1999 auf 84 im Jahr 2010 ab. Von diesen 84 wurden 44 im Haupt-, 38 im Nebenerwerb und 2 von juristischen Personen geführt. Von den rund 360 Erwerbstätigen, die im Jahr 2011 in Kirchschlag wohnten, pendelten zwei Drittel zur Arbeit aus.

### Öffentliche Einrichtungen
In Kirchschlag befindet sich ein Kindergarten und eine Volksschule.

## Politik

### Gemeinderat
Der Gemeinderat hat 15 Mitglieder.
- Mit den Gemeinderatswahlen in Niederösterreich 1990 hatte der Gemeinderat folgende Verteilung: 13 ÖVP und 2 SPÖ.
- Mit den Gemeinderatswahlen in Niederösterreich 1995 hatte der Gemeinderat folgende Verteilung: 13 ÖVP und 2 SPÖ.[12]
- Mit den Gemeinderatswahlen in Niederösterreich 2000 hatte der Gemeinderat folgende Verteilung: 13 ÖVP und 2 SPÖ.[13]
- Mit den Gemeinderatswahlen in Niederösterreich 2005 hatte der Gemeinderat folgende Verteilung: 13 ÖVP und 2 SPÖ.[14]
- Mit den Gemeinderatswahlen in Niederösterreich 2010 hatte der Gemeinderat folgende Verteilung: 13 ÖVP und 2 SPÖ.[15]
- Mit den Gemeinderatswahlen in Niederösterreich 2015 hatte der Gemeinderat folgende Verteilung: 9 ÖVP, 4 FPÖ und 2 SPÖ.[16]
- Mit den Gemeinderatswahlen in Niederösterreich 2020 hatte der Gemeinderat folgende Verteilung: 11 ÖVP, 2 FPÖ und 2 SPÖ.[17]
- Mit den Gemeinderatswahlen in Niederösterreich 2025 hat der Gemeinderat folgende Verteilung: 9 ÖVP, 4 FPÖ und 2 SPÖ.[18]

### Bürgermeister
- 1975–2010 Karl Honeder (ÖVP)
- 2010–2020 Johann Stieger (ÖVP)
- seit 2020 Christina Martin (ÖVP)[19]

### Wappen
1976 wurde der Gemeinde folgendes Wappen verliehen:  In einem grünen Schild zwei gekreuzte auswärts gewendete silberne Hacken mit schwarzen Stielen, überdeckt von einem aus dem Schildesfuß emporwachsenden vier- bzw. achteckigen goldenen Turm mit schwarzem Fenster.

## Persönlichkeiten
- Karl Honeder (* 1946), Politiker
- Werner Steinmetz (* 1959), Komponist, Trompeter und Dirigent